# Sherlock Holmes (sèrie d'Éclair)
Sherlock Holmes és una sèrie de cinema mut franco- britànica formada per vuit curtmetratges que van ser produïts el 1912 per Éclair.

## Producció
El 1912, Sir Arthur Conan Doyle va vendre els drets cinematogràfics del personatge de Sherlock Holmes a Éclair. L'actor francès Georges Tréville va produir i dirigir la sèrie i va protagonitzar el paper principal de Sherlock Holmes. Filmada a Anglaterra, cada pel·lícula va durar aproximadament 1.700 peus. La sèrie consta de pel·lícules de dos rodets. Basades de manera lliure en les històries de Doyle, les produccions franco-britàniques es van estrenar a Amèrica abans d'arribar a la resta del món.
Les tres primeres pel·lícules es van estrenar el 1912 i les cinc finals el 1913.

## Repartiment
- Georges Tréville com Sherlock Holmes[8]
- Mr. Moyse com el Dr Watson (a totes menys The Speckled Band)[9]

## Pel·lícules
- The Speckled Band (1912)[7]
- Silver Blaze (1912)[7]
- The Beryl Coronet (1912)[7]
- The Musgrave Ritual (1913)[7]
- The Reigate Squires (1913)[7]
- The Stolen Papers (an adaptation of "The Naval Treaty")[1] (1913)[7]
- The Mystery of the Boscombe Valley (1913)[7]
- The Copper Beeches (1913)[7]